# Epicadinus trispinosus
Espèce
Synonymes
- Thomisus trispinosus Taczanowski, 1872
- Thomisus cornutus Taczanowski, 1872
- Eripus trifidus O. Pickard-Cambridge, 1893

Epicadinus trispinosus est une espèce d'araignées aranéomorphes de la famille des Thomisidae.

## Distribution
Cette espèce se rencontre au Mexique, au Panama, à Trinité-et-Tobago, en Guyane, au Brésil, au Pérou, en Équateur et en Bolivie.

## Description
Le mâle décrit par Prado, Baptista et Machado en 2018 mesure 2,64 mm et la femelle 3,91 mm.

## Publication originale
- Taczanowski, 1872 : Les aranéides de la Guyane française. Horae Societatis Entomologicae Rossicae, vol. 9, p. 64-112.